# Lophuromys medicaudatus
Lophuromys medicaudatus — вид гризунів родини мишевих (Muridae). Вид було зареєстровано в Демократичній Республіці Конго, Руанді та Уганді. Живе в тропічних лісах і на болотах на висотах 1800–2500 м н.р.м. Вважається, що він не зустрічається в змінених середовищах існування. Це рідкісний вид, якому загрожує втрата середовища проживання.